# Emelie Rosenqvist
Emelie Rosenqvist, född 27 november 1980 i Stockholm, är en svensk skådespelare och radioproducent.
Rosenqvist debuterade som sjuåring i kortfilmen Prima ballerina av Angelica Lundqvist, där hon spelade balettelev mot Gustaf Skarsgård. 1992 spelade hon rollen som Allis i TV-serien Allis med is. 1996 spelade hon mot Skarsgård igen i skräckserien Skuggornas hus. I TV-serien Pip-Larssons från 1998 gör hon rollen som Desdemona Larsson.
Hon var med i 2006 års julkalender LasseMajas detektivbyrå i rollen som Sara Bernard. Hon har även medverkat i Lasermannen (2005) och Upp till kamp (2007), båda i regi av Mikael Marcimain.
År 2012 medverkade Rosenqvist i Radioteaterns uppsättning av Rött och svart i regi av Jonas Cornell.

## Filmografi
- 1989 – Prima ballerina (kortfilm)
- 1993 – Allis med is (TV-serie)
- 1996 – Skuggornas hus (TV-serie)
- 1996 – Ellinors bröllop
- 1998 – Pip-Larssons (TV-serie)
- 2002 – Pappa & burken till fisken (kortfilm)
- 2005 – Kommissionen (TV-serie)
- 2005 – Lasermannen (TV-serie)
- 2006 – Min frus förste älskare
- 2006 – Lasse-Majas detektivbyrå (TV-serie)
- 2007 – Den nya människan
- 2007 – Upp till kamp (TV-serie)
- 2008 – Lasse-Majas detektivbyrå – Kameleontens hämnd
- 2011 – Anno 1790 (TV-serie)
- 2012 – Studio Sex